# Ronnie Drew

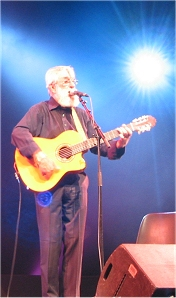
Ronnie Drew

Joseph Ronald "Ronnie" Drew (Dún Laoghaire, 16 september 1934 - Dublin, 16 augustus 2008) was een Iers gitaarspeler en zanger die vooral bekendheid kreeg als oprichter van The Dubliners. Hij is vooral bekend geraakt door zijn zang in de singles "Seven Drunken Nights" en "The Irish Rover". Hij was herkenbaar door zijn lange baard, blauwe ogen en rauwe stem.

## Biografie
Als zoon van een timmerman, groeide Ronnie Drew op in de havenstad Dún Laoghaire. Hij bracht het grootste deel van zijn jeugd door bij zijn grootouders in de buurt. Zijn eerste baantjes waren niet veelbelovend met een serie van kortstondige banen, zoals het reinigen van treinwagons, afwassen, werken in een kleermakerij en als elektricien in de bouw. Toen hij 19 jaar was leerde hij gitaar spelen en trad af en toe op in verschillende clubs.
Met vrienden verhuisde hij daarna naar Spanje en was daar drie jaar leraar Engels. In Sevilla leerde hij Spaanse gitaar spelen. Na deze jaren ging hij weer terug naar Dublin.

## The Dubliners
Bij het Gate Theatre Dublin ontmoette hij de banjospeler Barney McKenna, die samen met hem in het theater ging spelen. Drew's interesse in de Ierse volksmuziek werd aangewakkerd door het zien van folk zangers als Margaret Barry en Dominic Behan. Daarna ontmoette Drew een andere zanger, gitarist en banjospeler: Luke Kelly en zij gingen samen wat drinken met Barney McKenna in de pub O'Donoghue's waar muzikanten in de gelegenheid werden gesteld sessies te houden. En daar was ook Ciarán Bourke, een zanger en tin whistle-speler. De violist John Sheahan sloot zich een jaar later daar bij aan en na het houden van een aantal sessies door het vijftal was het ontstaan van The Dubliners een feit.
Ronnie Drew is feitelijk de initiatiefnemer geweest om tot de groep The Dubliners te komen. De naam van de groep was in het begin The Ronnie Drew ballad group. Deze naam is al heel snel veranderd in The Dubliners. Ronnie was ook bekend om zijn karakteristieke stemgeluid. Er zijn talloze pogingen ondernomen om dit stemgeluid te beschrijven, (iemand beschreef het eens zo:het lijkt wel of hij met zijn keel cokes fijnmaakt !) maar dat is nog nooit iemand goed gelukt. Na 34 jaar verliet Ronnie Drew de band in 1996 voorgoed en werd vervangen door Paddy Reilly, maar Drew kon het maken van muziek toch niet laten, want in 2000 heeft hij nog een cd gemaakt met de ex-zangeres van DE DANNAN, Eleanor Shanley.
Drew deed mee aan het nummer (F)lannigans Ball op de laatste cd van de Dropkick Murphys, The Meanest of Times in 2007.

## Privé
Ronnie woonde met zijn vrouw Deirdre, zoon en dochter in Greystones. Door zijn vrouw kreeg hij interesse in de paardensport, wat zijn favoriete hobby werd.
Op 7 juni 2007 is zijn vrouw overleden. Hijzelf overleed op 16 augustus 2008 aan de gevolgen van een larynxcarcinoom, en werd drie dagen later in Redford Cemetery in Greystones begraven.
- Bibliothèque nationale de France: cb13999644f (data)
- Gemeinsame Normdatei: 135207711
- International Standard Name Identifier: 0000 0001 1564 7155
- Library of Congress Control Number: no2005032493
- MusicBrainz: fc7f2df9-ad78-4243-a14a-c23520e29b11
- Nederlandse Thesaurus van Auteursnamen: 097288411
- Virtual International Authority File: 32194215
- WorldCat: E39PBJkD8KtJXvv4cXtKbyCWjC